# Раймон Абеллио
Раймон Абеллио (фр. Raymond Abellio; настоящее имя — Жорж Сулес (Georges Soulès); 11 ноября 1907, Тулуза — 26 августа 1986, Ницца) — французский философ гностического толка. Также известен как писатель-эссеист и романист.
Принимал участие в политической деятельности. Первоначально был социалистом, однако впоследствии перешёл на позиции фашизма.

## Политическая деятельность
Начинал свою политическую деятельность как социалист, активно выступавший в Народном фронте. В 1932 году он был избран помощником федерального секретаря СФИО. Однако в 1941 году он присоединился к фашистскому «Движению социальной революции» Делонкля, став генеральным секретарём в 1942 году. После поражения режима Виши подвергался преследованиям. В 1951 году вернулся в Париж, где основал кабинет инженер-консультантов.

## Философские и политические взгляды. Тенденциозный синкретизм
Абеллио разработал собственный синкретизм, основанный на Каббале, феноменологии Гуссерля, раннего структурализма и учения философа-традиционалиста Рене Генона. Учение имело два аспекта, которые, однако, часто отражали друг друга: метафизический и политический.
По его мнению, Западный мир должен возродиться, когда «воины станут священниками». Был сторонником идеи «возрождения западной традиции», а также выступал за обновление таковой в связи с условиями нынешних реалий.
Абеллио был сторонником Традиционного государства, основанного на иерархии, главой которого будет король, сконцентрировавший в своих руках и политическую, и религиозную власть. Триаду «свобода, равенство, братство» он заменил схемой «молитва, война, труд».

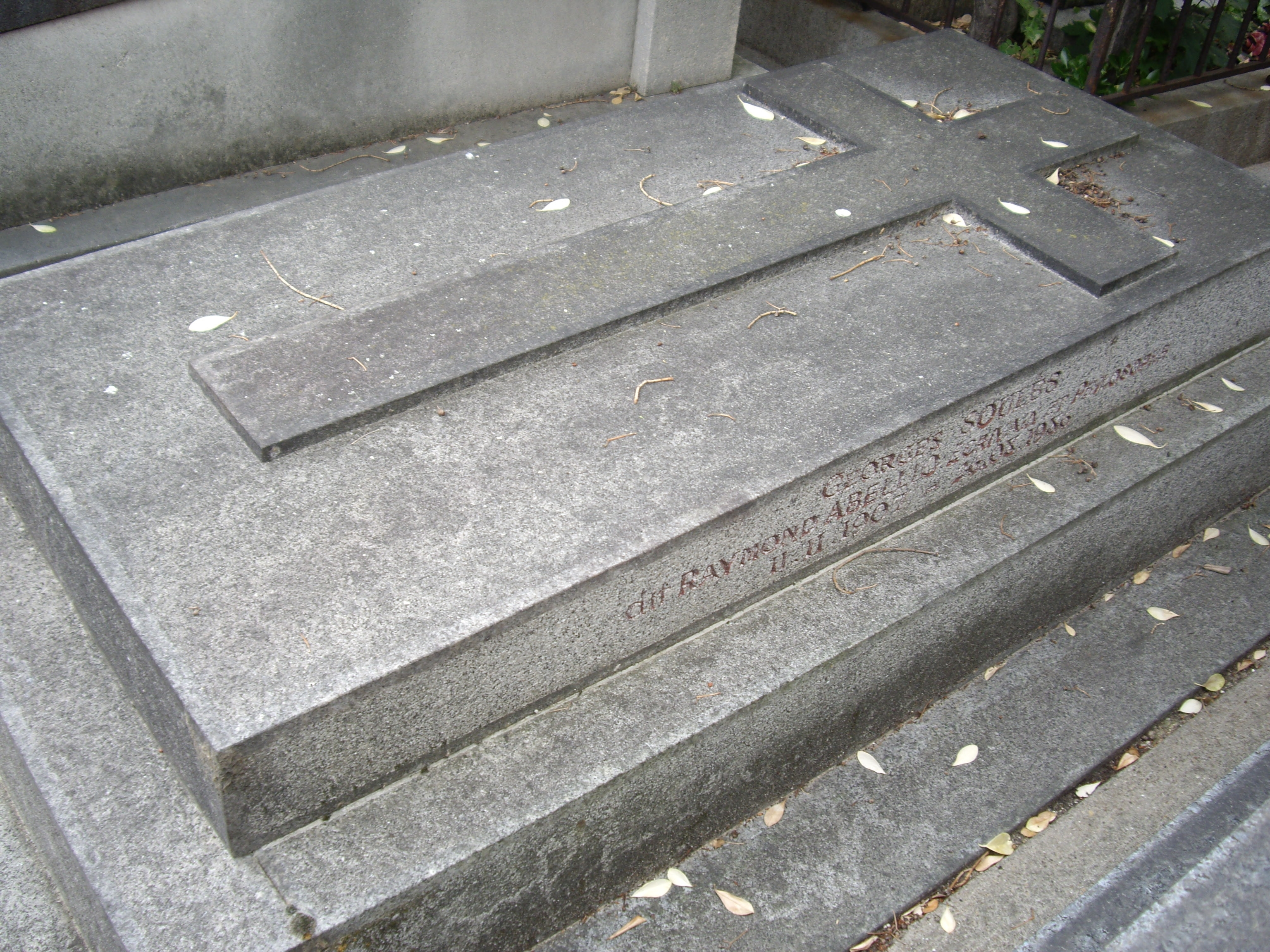
Могила в Париже (кладбище Отёй)

## Публикации
- La Fin du nihilisme — 1943 (в соавторстве с Андре Маэ);
- Heureux les pacifiques — 1946;
- Les yeux d'Ézéchiel sont ouverts — 1949;
- Vers un nouveau prophétisme : essai sur le rôle politique du sacré et la situation de Lucifer dans le monde moderne — 1950;
- La Bible, document chiffré : essai sur la restitution des clefs de la science numérale secrète. Tome 1. Clefs générales — 1950;
- La Bible, document chiffré : essai sur la restitution des clefs de la science numérale secrète. Tome 2. Les Séphiroth et les 5 premiers versets de la Genèse — 1950;
- Assomption de l’Europe — 1954;
- Au seuil de l'ésotérisme : précédé de : l’Esprit moderne et la tradition — 1955;
- La Structure absolue — 1965;
- Hommages à Robert Brasillach — 1965;
- Guénon, oui. Mais… — 1970;
- Sol Invictus — 1981 (труд получил премию Двух маго);
- Montségur — 1982;
- Visages immobiles — 1983;
- Introduction à une théorie des nombres bibliques — 1984;
- Manifeste de la nouvelle Gnose — 1989;
- Fondements d'éthique — 1994.